# Iliușin Il-14

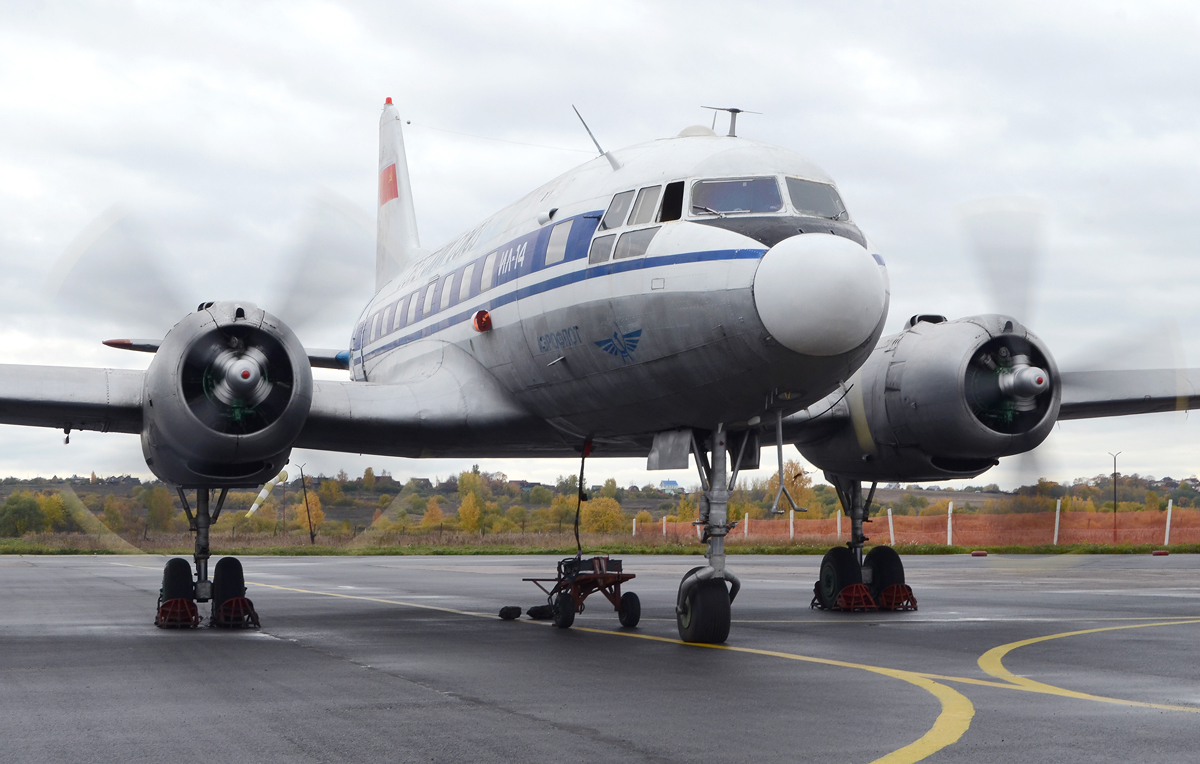
Il-14 în 2012

Iliușin Il-14 (rusă Ильюшин Ил-14, Cod NATO: „Crate”) a fost un avion bimotor construit în Uniunea Sovietică pentru transport de personal, cargo și scopuri militare, care a avut primul zbor în anul 1950 și a intrat în servicii în 1954. A fost de asemenea construit și în RDG de firma Elbe Flugzeugwerke și în Cehoslovacia ca Avia 14. Iliușin Il-14 a fost ulterior înlocuit de Antonov An-24 și Yakovlev Yak-40.
Din cele 1122 avioane fabricate, au fost până în 1958 produse în Uniunea Sovietica la întreprinderea Iliușin.
Un număr de 80 de avioane au fost construite în RDG, la Elbe Flugzeugwerke în Dresda ca model IL-14P.
În Cehoslovacia, avionul a fost construit sub denumirea Avia 14. Ulterior au fost construite modelele Avia 32 (din Il-14M), Avia 14-32A cu structură de rezistență mărită și Avia 14 „Salon” cat si modelul Av-14 FG destinat înregistrărilor fotometrice. Din 1958 până în 1962 au fost produse un număr de 203 avioane Avia 14.

## Istoric
Avionul a fost construit ca înlocuitor al modelului Iliușin Il-12, model derivat din Li-2. Este un bimotor cu elice, construcție cu aripă joasă.

## Construcție

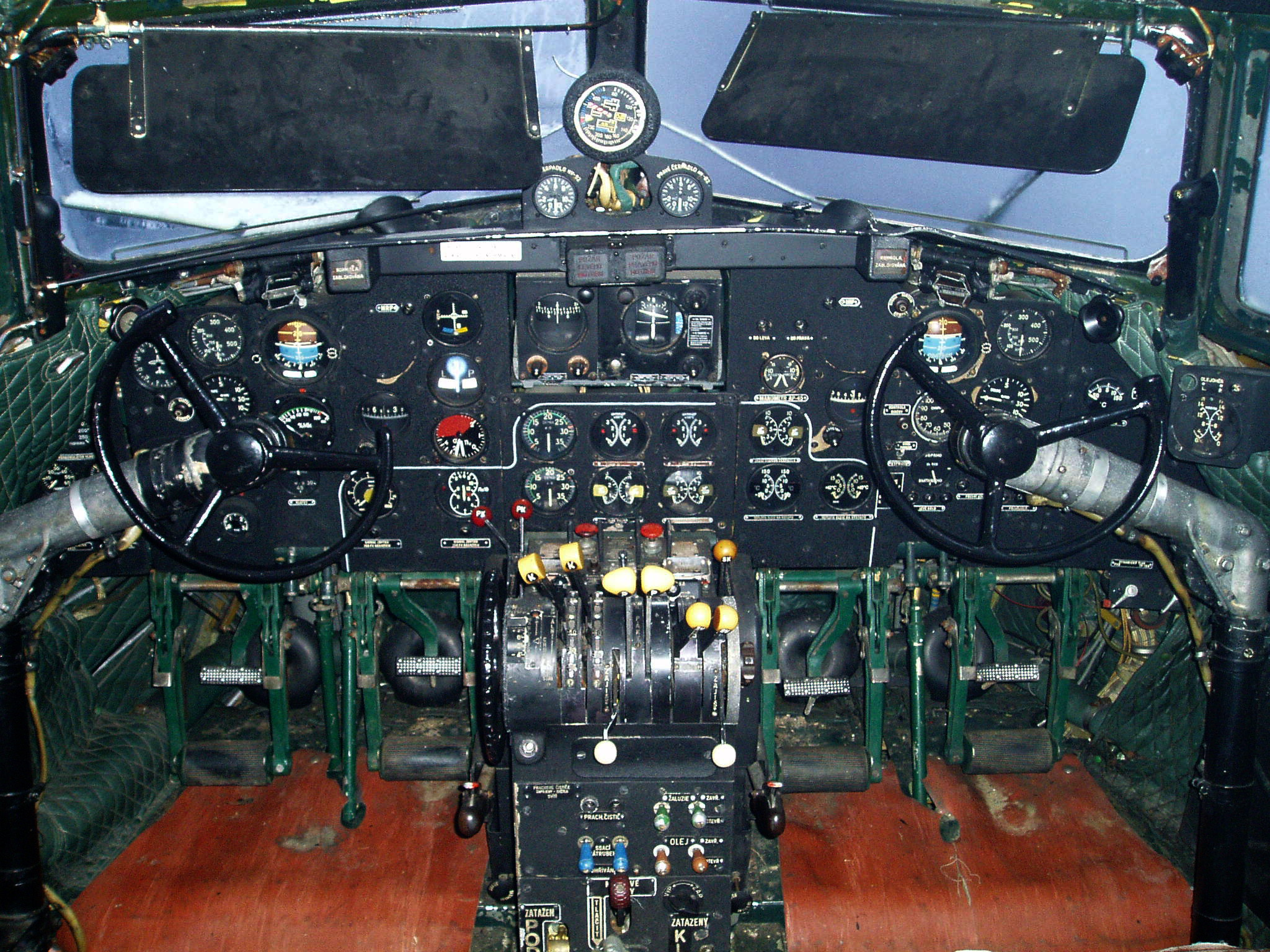
Cocpit Il-14

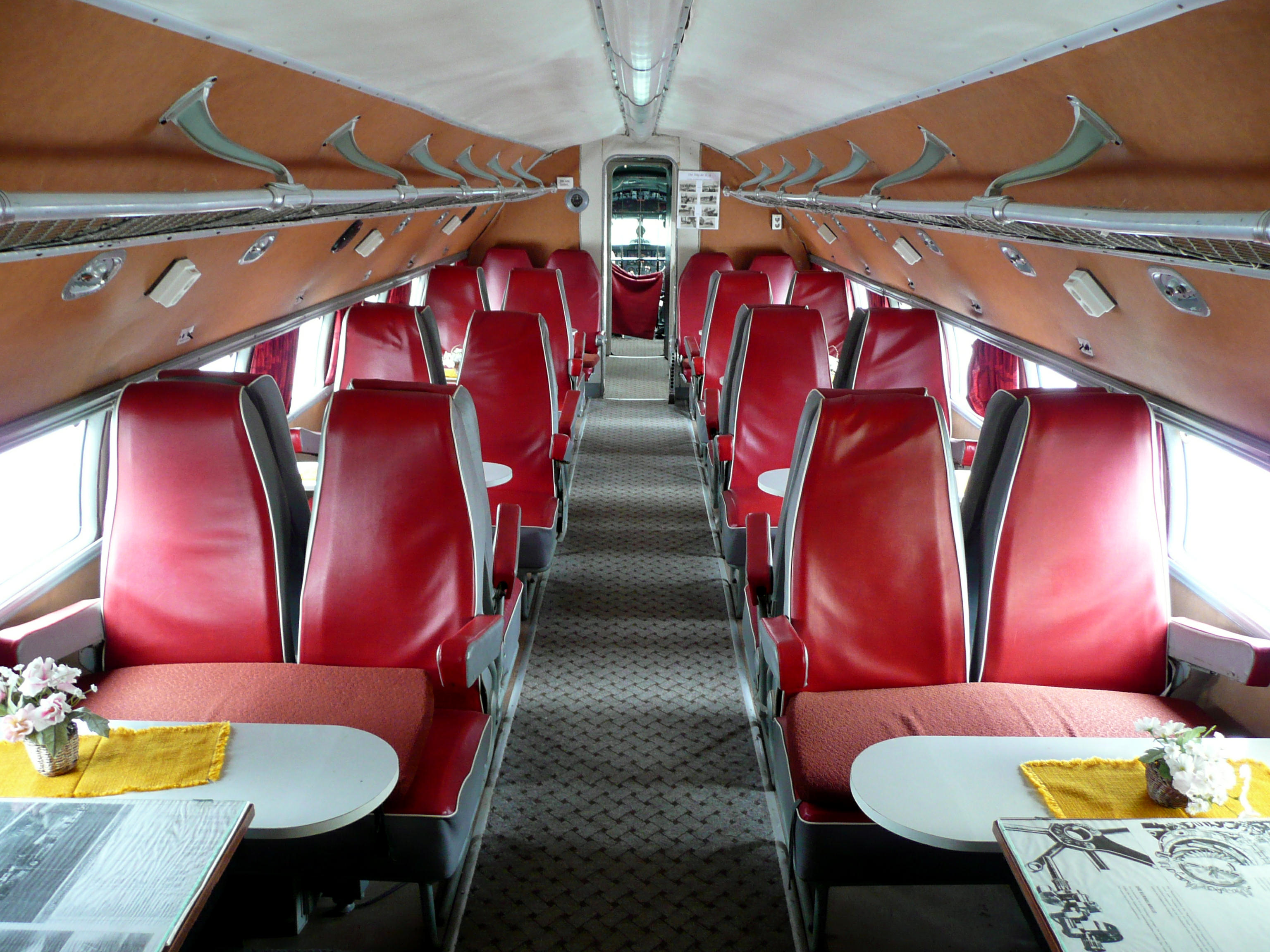
Cabina de pasageri

Propulsia este obținută de două motoare în stea cu 14 cilindrii de tip Schwezow ASch-82T si de un sistem de elice cu patru pale cu pas variabil AW-50, cu diametrul de 3,80 m. Atât motoarele cât și elicele bordul de atac și ampenajul, sunt prevăzute cu sistem de degivrare.

## Variante
- Il-14P: prima versiune de serie pentru max. 28 pasageri
- Il-14M: Varianta alungită pentru max. 36 pasageri
- Il-14G: Versiunea pentru marfă
- Il-14T: Versiunea pentru transport militar, de asemena pentru desant de parașutiști

## Date tehnice

Planul unui Il-14:
vedere laterală
vedere de sus și vedere din față

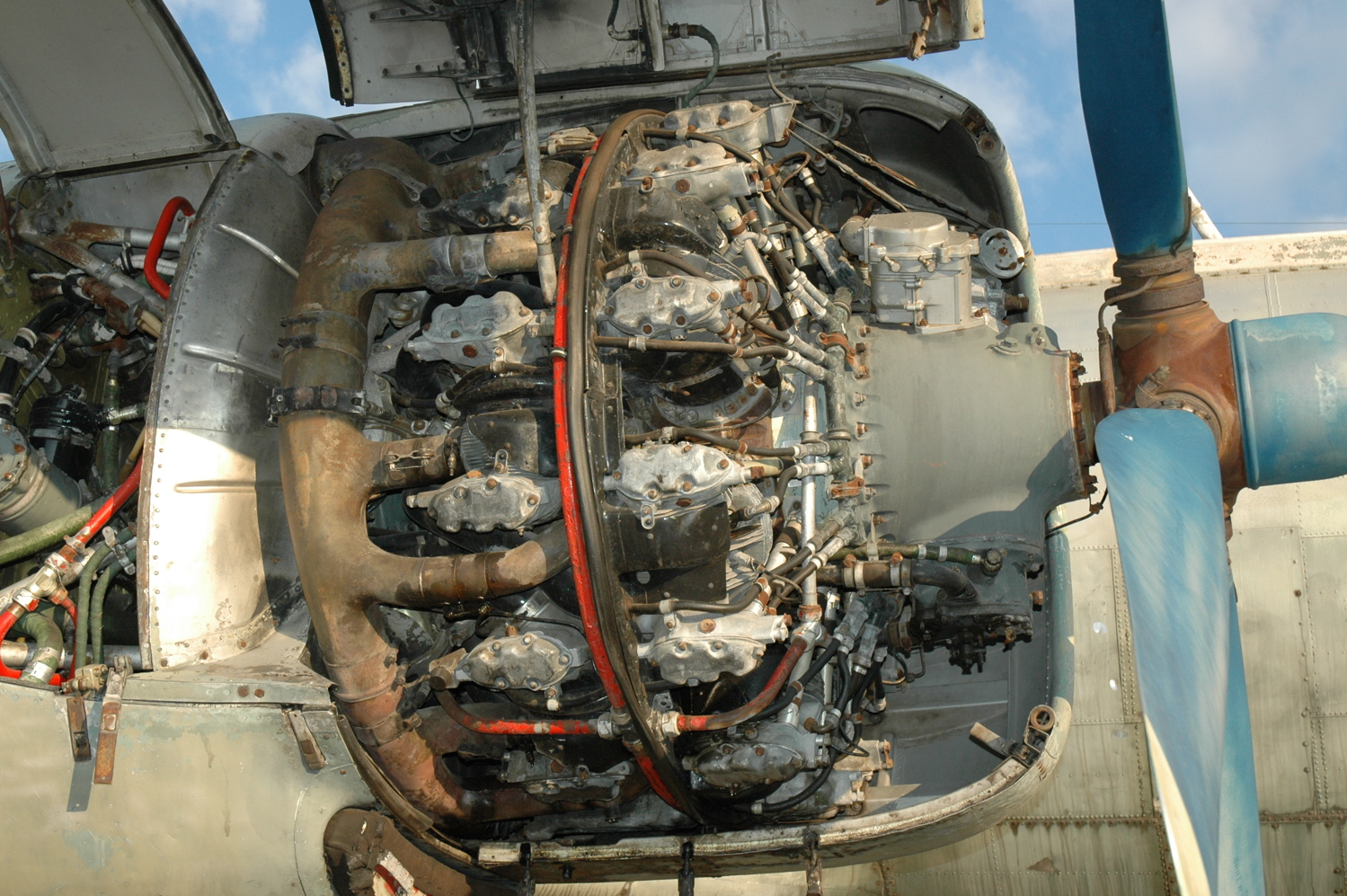
Motor AS–82FN în stea-dublu

| Parametri             | Il-14P                            | Il-14M                            |
| --------------------- | --------------------------------- | --------------------------------- |
| Echipaj               | 4                                 | 5                                 |
| Pasageri              | 26–32                             | max. 36                           |
| Lungime               | 21,30 m                           | 22,31 m                           |
| Anvergură             | 31,70 m                           | 31,70 m                           |
| Înălțime              | 7,90 m                            | 7,8 m                             |
| Suprafață portantă    | 100 m²                            |                                   |
| Distanța de croazieră | max. 3200 km                      | 2250 km                           |
| Greutate gol          |                                   | 12.700 kg                         |
| Încărcătură           | 12.000 kg                         |                                   |
| Greutate la decolare  | 17.000 kg                         | max. 18.500 kg                    |
| Motoare               | 2 în stea-dublu Schwezow ASch-82T | 2 în stea-dublu Schwezow ASch-82T |
| Putere                | 1.397 kW (ca. 1.900 CP) fiecare   | 1.397 kW (ca. 1.900 CP) fiecare   |
| Viteză de croazieră   | max. 345 km/h                     | 345 km/h                          |
| Viteza maximă         | 395 km/h                          | 430 km/h                          |
| Viteza la aterizare   | 135 km/h                          |                                   |
| Viteză de urcare      | 6,2 m/s                           |                                   |
| Plafon de zbor        | 7000 m                            | 6500 m                            |